# Back Orifice
«Back Orifice» (традиційно скорочують BO) — комп'ютерна програма, яку було розроблено для віддаленого адміністрування системи. Дозволяє користувачу керувати комп'ютером з ОС Microsoft Windows з віддаленого розташування. Назва є грою слів ПЗ Microsoft BackOffice Server. Також дозволяє керувати кількома комп'ютерами одночасно, використовуючи о́брази.